# John van Loen
John van Loen (Utrecht, Països Baixos, 4 de febrer de 1965) és un exfutbolista neerlandès. Va disputar 7 partits amb la selecció dels Països Baixos.